# Канонический критицизм

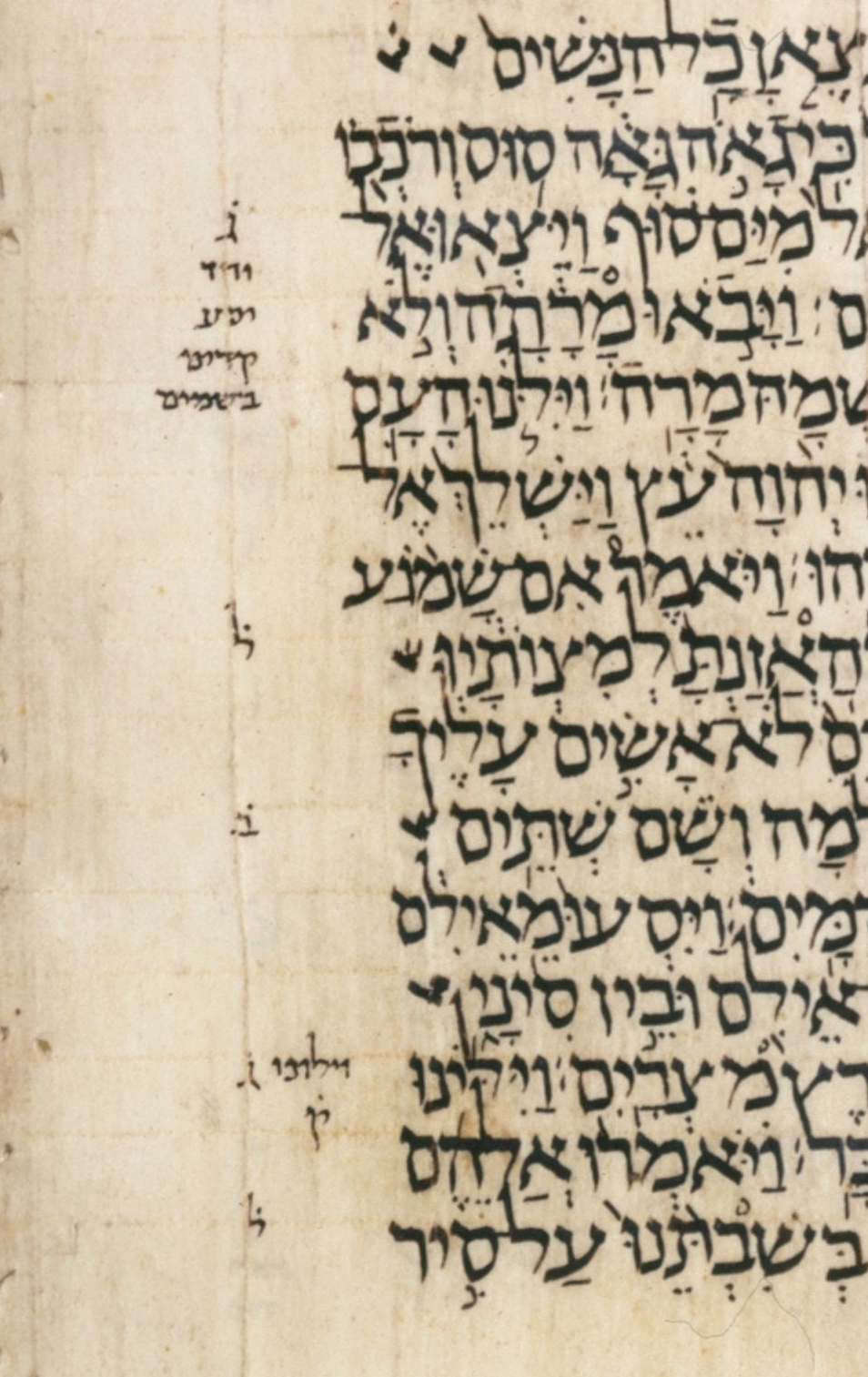
Часть Ленинградского кодекса. Хотя еврейская Библия является результатом процесса развития, каноническая критика сосредоточена на окончательном виде текста

Каноническая критика, которую иногда называют критикой канона или канонического подхода, этот способ интерпретации Библии, который сосредотачивается на тексте библейского канона, как на готовом продукте. Популярность этот метод обрёл благодаря Бреварду Чайлдсу, хотя он лично отказался от этого термина. Когда другие виды библейской критики сосредотачиваются на происхождении, структуре и истории текста, канонический критицизм смотрит на смысл текста в его окончательной форме для сообщества, которое его использует.